# إبراهيم شريفي الكرماني
الشيخ إبراهيم بن حسام الدين إسماعيل الكرماني (ت. 1016 هـ). هو رجل دين وشاعر فارسي من أهل كرمان يتخلص في شعره باسم شريفي.
ولد سنة 980 هـ، وتوفي في شهر ذي القعدة سنه 1016 هـ.

## مؤلفاته
من مؤلفاته المذكورة في تراجمه وفي الفهارس:
| - التائية في نظم الكافية النحوية. - التائية في نظم الشافية الصرفية. | - الفوائد الجلية. - موزون الميزان نظم ايساغوجي، لأثير الدين الأبهري. |

### كتب
- أعيان الشيعة. محسن الأمين، طبع بيروت - لبنان، تاريخ الطبع مفقود، منشورات دار التعارف.

### إشارات مرجعية
1. ↑  
الأمين، محسن. أعيان الشيعة - ج2. ص. 112. مؤرشف من الأصل في 2019-12-09.
2. ↑  "شريفي الكرماني". مشــاهير شــعراء الشيـعة / الجزء الأول. موقع الغدير. مؤرشف من الأصل في 9 ديسمبر 2019. اطلع عليه بتاريخ 12 كانون الأول 2012. {{استشهاد ويب}}: تحقق من التاريخ في: |تاريخ الوصول= (مساعدة)
3. ↑  
الطهراني، آغا بزرگ. الذريعة إلى تصانيف الشيعة - ج3. ص. 203. مؤرشف من الأصل في 2019-06-02.